# Teoria da persuasão
A Teoria da Persuasão, também chamada de Teoria Empírico-experimental, paralelamente à Teoria Empírica de Campo, desenvolve-se a partir dos anos 40 e conduz ao abandono da Teoria Hipodérmica. Consiste na revisão do processo comunicativo entendido como uma relação mecanicista e imediata entre estímulo e resposta. Oscila entre a ideia de que é possível obter efeitos relevantes se as mensagens forem adequadamente estruturadas e a certeza de que, frequentemente, os efeitos que se procurava obter não foram conseguidos. 
Persuadir os destinatários é possível se a mensagem se adequa aos fatores pessoais ativados pelo destinatário ao interpretá-la. 
A mensagem contém características particulares do estímulo, que interagem de maneira diferente de acordo com os traços específicos da personalidade do destinatário. Ou seja, o avanço consiste em que a teoria passa a levar em conta as diferenças individuais do público.
Dessa maneira, estabelece-se uma estrutura lógica, muito semelhante ao modelo mecanicista da Teoria Hipodérmica:
CAUSAS  ⇀ PROCESSOS PSICOLÓGICOS INTERVENIENTES  ⇀ EFEITOS

## Síntese

### Contexto
Nos anos 40, em meio à Segunda Guerra Mundial, superou-se a ideia de poder ilimitado da mídia, defendida pela Teoria Hipodérmica, com o aprofundamento das pesquisas em psicologia, pelo lado da Teoria da Persuasão, e da sociologia, pelo lado da Teoria Empírica de Campo.

### Aspectos Importantes
- Estuda os fatores que provocam o sucesso e o insucesso do processo comunicativo tomando por base mensagem e audiência.
- A teoria enxerga os efeitos da mídia como uma persuasão, e não manipulação.
- O público é visto como um conjunto de indivíduos, não mais como massa. Na Teoria Hipodérmica, entendia-se que o público era bombardeado de conteúdos pela mídia, desconsiderando suas particularidades e agindo egoisticamente em nome de sua própria satisfação, sendo considerado uma “massa”. Após superar esta teoria, compreendeu-se que os indivíduos comandam suas reações, e o poder da mídia torna-se limitado.
- A mensagem deve ser adequada às características do grupo que se quer persuadir.
- Existem intervenientes psicológicos no público que influem nos efeitos da mensagem.
- O foco desta teoria é a mensagem e o destinatário.
- Esta Teoria tem orientação psicológica, sendo ligada à uma abordagem psicológico-experimental.

Hyman e Sheatsley determinam em seu ensaio processos intervenientes ou algumas razões pelas quais as campanhas de informação falham.

### Fatores relativos à audiência
- Interesse em obter informação: se aqueles que demonstram interesse por determinado assunto, o fazem após terem sidos expostos, aqueles que não demonstram interesse, fazem-o porque nunca foram expostos a tal informação ou assunto[2].
- Exposição seletiva: campanhas fazem mais efeito para os que já concordam com o tema. Primeiro deve-se analisar quem escuta o quê e porquê, e só depois terá sentido estudar as modificações causadas pelo veículo midiático (naquele período, o rádio) nas pessoas que o escutam[3].
- Percepção seletiva: o destinatário interpreta a mensagem e a adapta aos seus valores, às vezes entendendo-a até de forma oposta à original.
- Memorização seletiva: a audiência memoriza mais os argumentos com os quais concorda. Com o passar do tempo da exposição, isso se acentua.

### Fatores relativos à mensagem
- Credibilidade do comunicador
- Integralidade da argumentação: estudar o impacto que causa a apresentação de um único aspecto ou ambos aspectos de um tema controverso
- Ordem da argumentação: Efeito Primacy: apresenta-se os argumentos a que se quer dar ênfase no início[2]. Efeito Recency: apresenta-se os argumentos a que se quer dar ênfase no final[2].
- Explicitação das conclusões: se é mais eficaz deixar as conclusões explícitas ou implícitas.

### Principais autores
- Carl Hovland
- Harold Lasswell
- Paul Lazarsfeld
- Melvin DeFleur